# DARPA Falcon Project

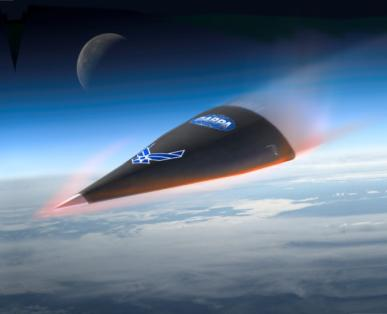
Рисунок Falcon HTV-2, показывающая этап входа в плотные слои атмосферы

Falcon HTV-2 (аббр. англ. Hypersonic Test Vehicle) — экспериментальный управляемый боевой блок (УББ), предназначенный для полёта с гиперзвуковой скоростью, разрабатываемый с 2003 года Агентством по перспективным оборонным научно-исследовательским разработкам (DARPA) совместно с ВВС США в рамках программы Пентагона Быстрый глобальный удар. Аналогичен разрабатываемому Армией США проекту AHW (Advanced Hypersonic Weapon).

## Лётные испытания

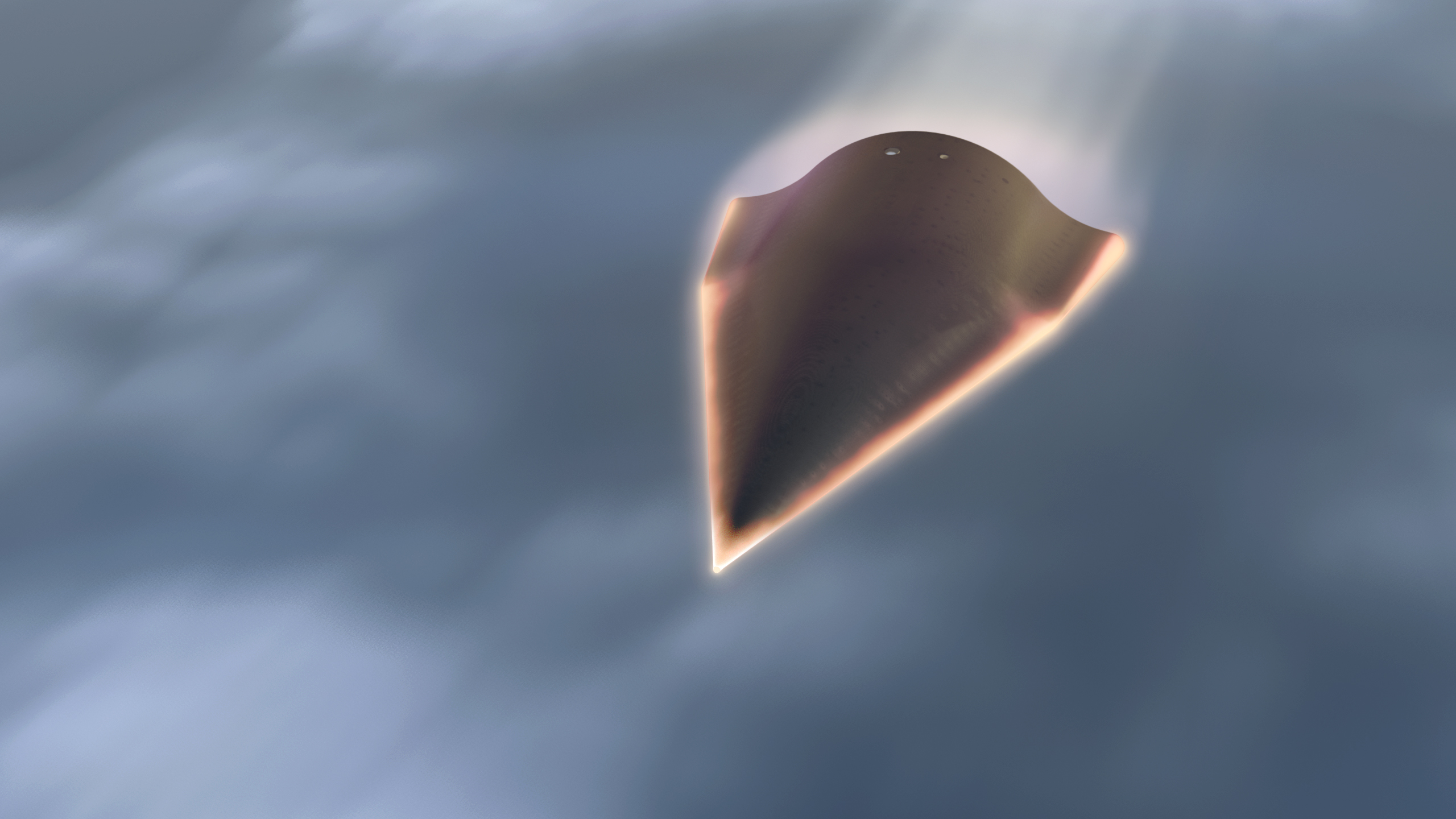
Кадр компьютерной анимации полёта Hypersonic Test Vehicle 2 (HTV-2).

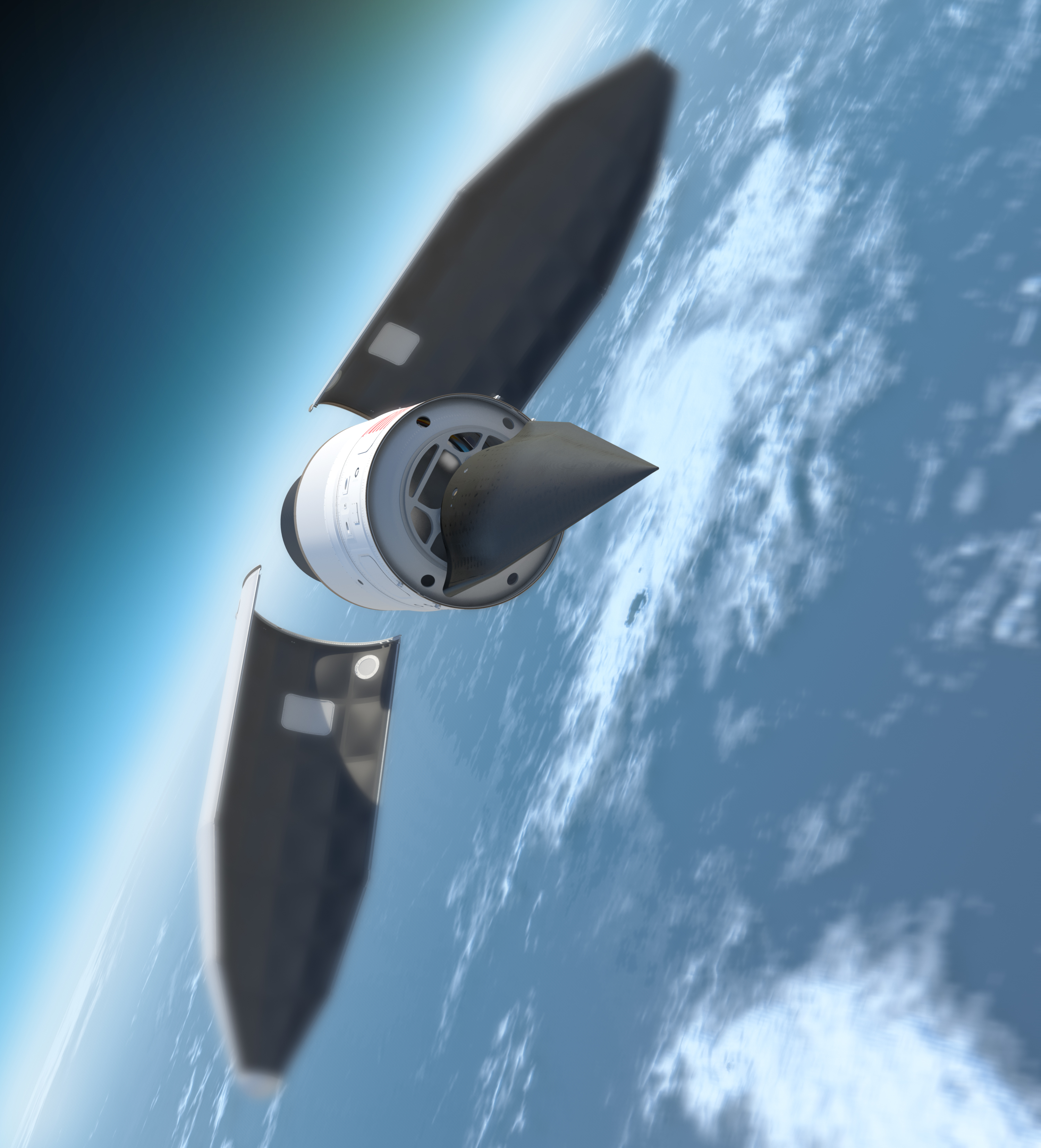
HTV-2 на этапе отделения от РН Минотавр IV

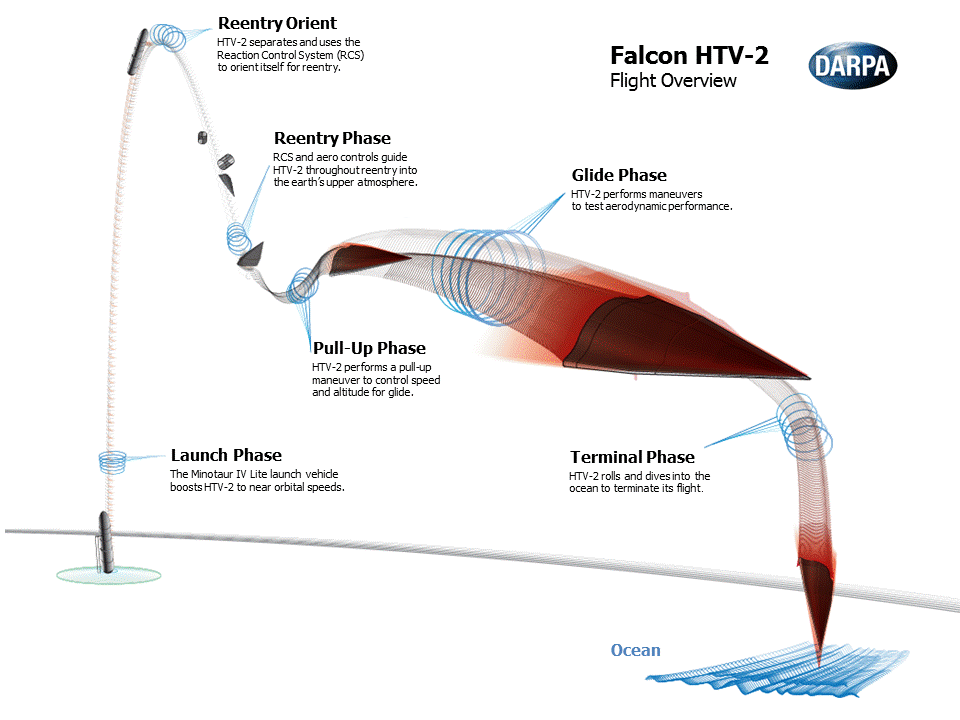
Профиль полёта HTV-2

20 апреля 2010 года в США состоялся первый полет УББ Falcon HTV-2, аппарат стартовал на борту ракеты-носителя Minotaur IV с калифорнийской базы ВВС США Ванденберг. Согласно плану первого полёта, Falcon должен был пролететь 7,6 тысячи километров (4,1 тысячи морских миль) за полчаса и приводниться неподалёку от атолла Кваджалейна. Предположительно, аппарат сумел развить скорость в 20 чисел Маха в верхних слоях атмосферы, однако в полёте связь с ним была утеряна, из-за чего испытатели не могли получать телеметрическую информацию.
Наиболее вероятной причиной неудачного запуска DARPA считает недостаток системы управления полётом Falcon — неправильно установленный центр тяжести боевого блока, а также недостаточная подвижность рулей высоты и стабилизаторов. Предположительно, в полете ракета стала поворачиваться вокруг продольной оси; при этом ограниченная система управления не позволила выровнять полёт и когда вращение достигло предельного значения, установленного в программе, аппарат был переведён в пике и упал в океан.
Второй запуск Falcon HTV-2 состоялся 11 августа 2011 года также с авиабазы Ванденберг. Ракета доставила аппарат в верхние слои атмосферы, где он успешно отстыковался и должен был планировать вниз, развивая свою максимальную скорость. При этом, на прошлых испытаниях в апреле 2010 Falcon исчез с экранов радаров на 9-й минуте полета, в этот же раз все системы сигнализировали о нормальной работе на 10-й и даже на 20-й минутах. Из поля зрения беспилотник пропал на 26-й минуте полёта.
Тем не менее, по предварительным данным, полученным от FHTV-2, учёным и инженерам все же удалось добиться полностью контролируемого полета аппарата на скорости в 20 чисел Маха (23 тыс. км/час), на такой скорости FHTV-2 в ходе испытания летел около трех минут. Семимесячное расследование аварии пришло к выводу, что серия ударных волн привела к неожиданному отслоению неожиданно больших участков термооболочки (aeroshell).

## Технические характеристики
- предполагаемые значения скорости гиперзвукового «скольжения» на низкой орбите / в верхних слоях атмосферы: 17…22 Маха (5,8…7,5 км/с)[4]
- диаметр в хвостовой части: не более диаметра обтекателя ракеты-носителя Минотавр-IV = 2,34 м
- масса: не более доставляемой массы РН Минотавр-IV = 1725 кг
- ожидаемый аэродинамический нагрев поверхности: 1930 °C

В случае применения подобной конструкции в качестве моноблочной головной части МБР LGM-30G Minuteman-III:
- максимальная скорость: 7,8 км/с
- диаметр в хвостовой части: не более 1,6 м
- длина: не более 1,75 м (по размерам боевого блока W87)
- масса: не более 1150 кг[уточнить]